# Чумная колонна (Вена)
Колонна Святой Троицы, Чумная колонна (нем. Wiener Pestsäule) — религиозный памятник в Вене (чумной столб), который построили в 1679 году по приказу Леопольда I на центральной улице Грабен, что в переводе буквально канава/мусорник.
Стоящая посередине городской площади колонна в стиле барокко.
Со стороны столб почти не видно, так как он тонет в мраморных облаках, фигурах святых, ангелов и путти.

## Галерея

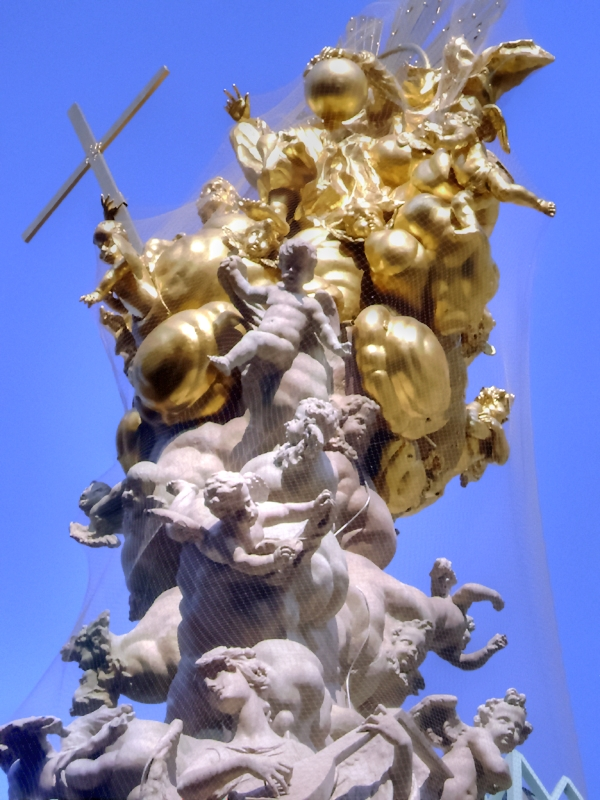
Верхушка Чумной колонны
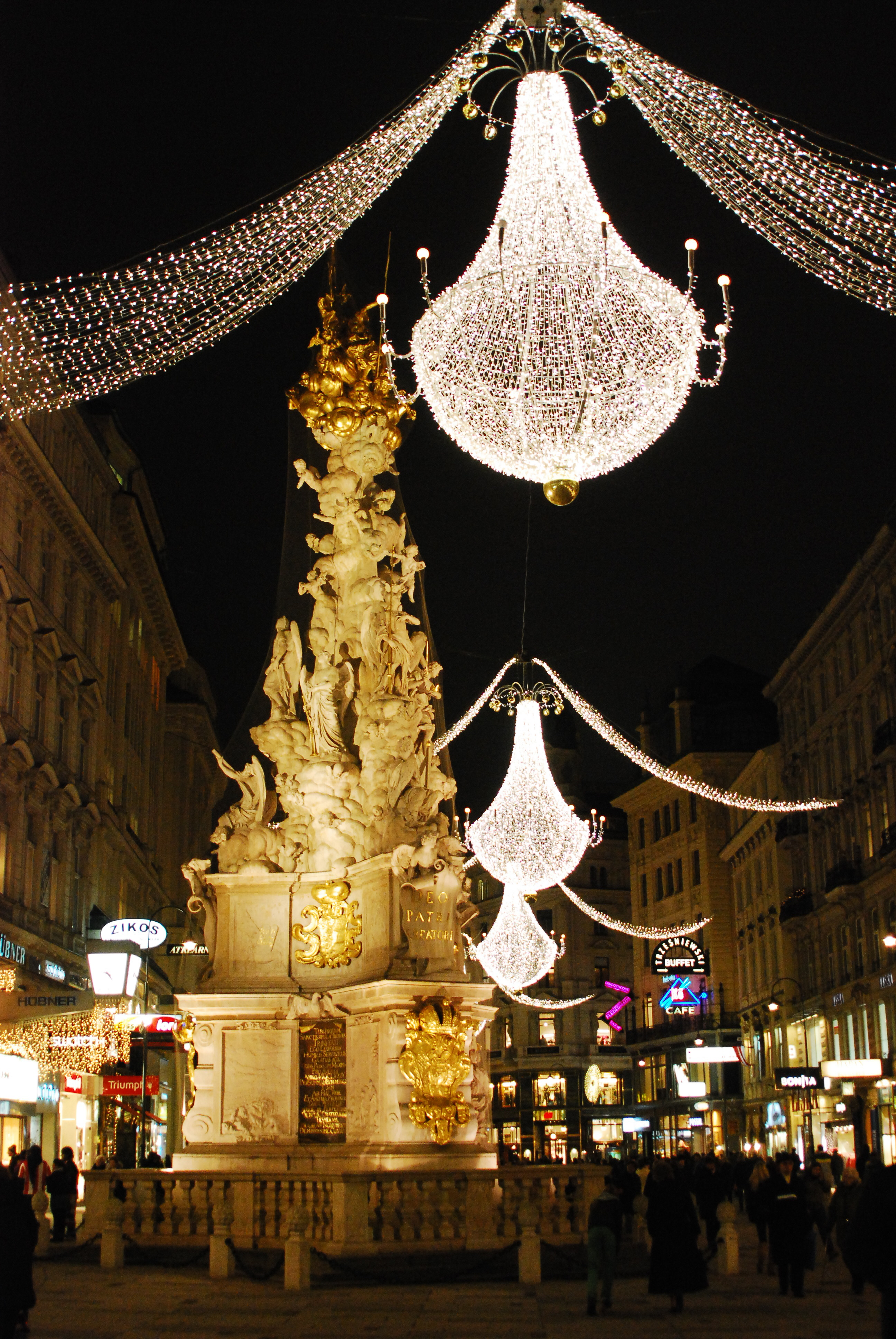
Чумная колонна ночью
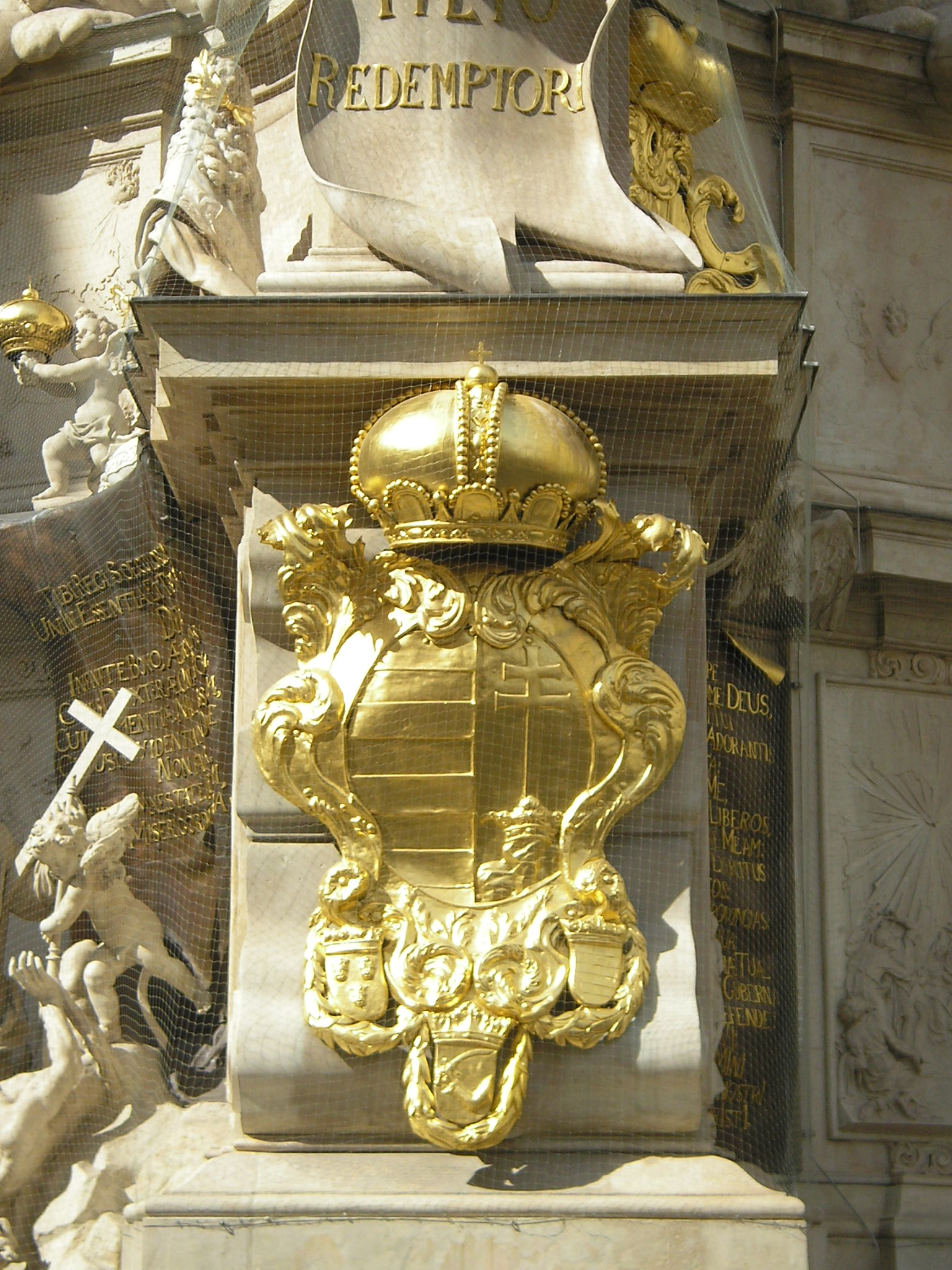
Герб Венгрии
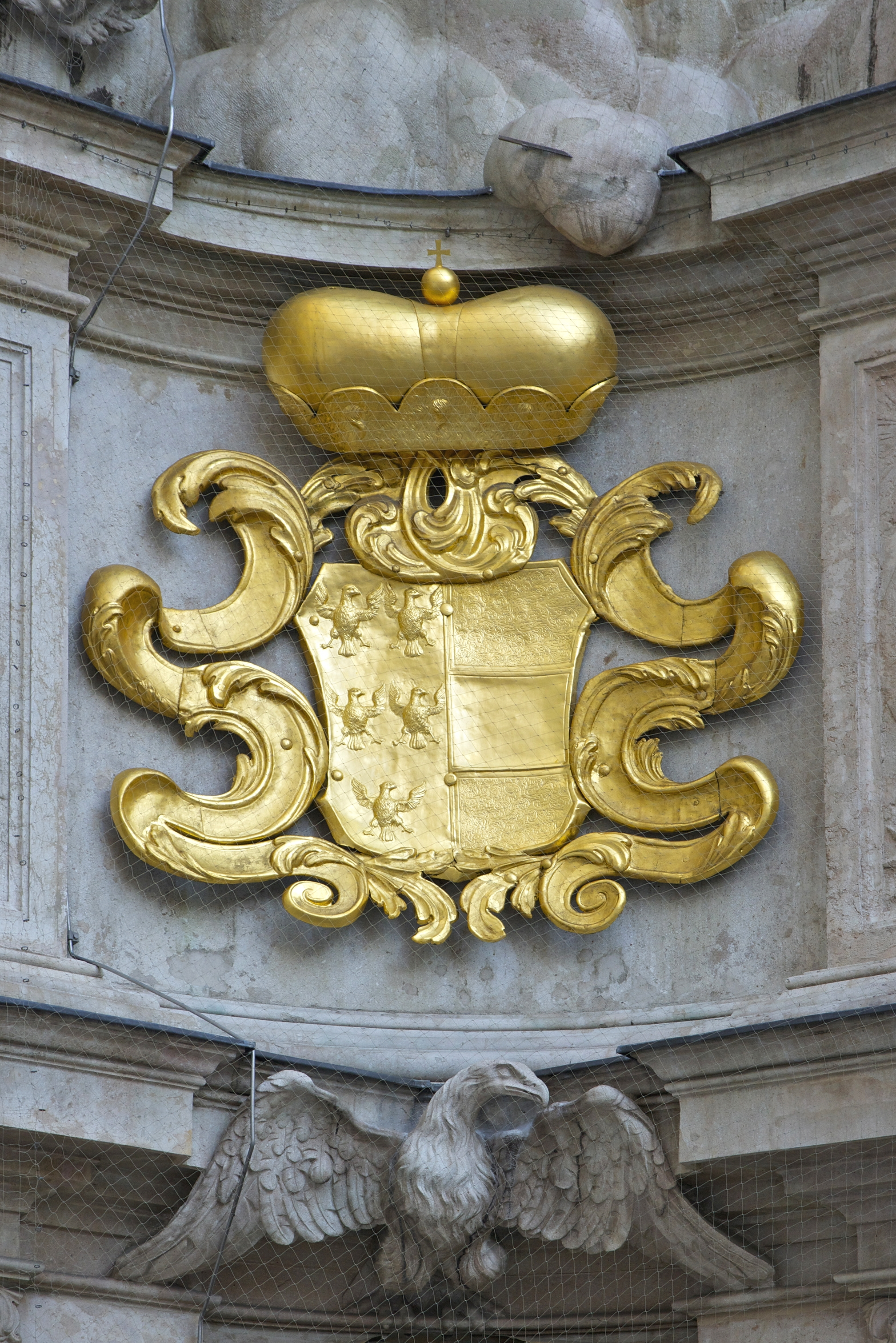
Герб Эрцгерцога Австрии